# スキマスイッチ TOUR '06 “空創トリップ” THE MOVIE

『スキマスイッチ TOUR '06 “空創トリップ” THE MOVIE』は、スキマスイッチのライブBlu-ray。

## 解説
- 2ndアルバム『空創クリップ』のリリース後に行われた全国ツアー「スキマスイッチ TOUR ’06 “空創トリップ”」の東京公演のライブ映像を収録[1]。
- フルHD映像での収録[1]。
- デビュー20周年イヤーの記念企画として『スキマスイッチ 2004ファーストツアー “夏雲ノタビ” 〜日本公演〜 THE MOVIE』、『スキマスイッチ TOUR '05 “全国少年” THE MOVIE』、『スキマスイッチ TOUR '07 “夕風トラベル” THE MOVIE』との4作同時リリース[1]。
- ファンクラブDELUXE限定で、4作をセットにした永久保存BOX「SUKIMASWITCH Archive Live Box 2004〜2007」も予約販売された[1]。
- 「SUKIMASWITCH Archive Live Box 2004〜2007」は、『スキマスイッチ 2004ファーストツアー “夏雲ノタビ” 〜日本公演〜 THE MOVIE』の映像が副音声付きで収録された他、4公演の撮り下ろし写真を収めた貴重なフォトブックが付属された[1]。

## 演奏
- 大橋卓弥：Vocal, Guitar
- 常田真太郎：Piano, Chorus
- 新井“ラーメン”健：Guitar, Chorus
- 金森佳朗：Bass, Chorus
- 矢野博康：Drums, Chorus
- 河野圭：Keyboards
- 若森さちこ：Percussion, Chorus

## 収録曲
- 2006年3月21日に東京国際フォーラムで開催された最終公演の模様を収録。

1. ボクノート
  - 収録曲としての記載はないが、本曲の前奏として演奏された「空創トリップ」も収録されている。
2. 君のこと全部
3. 飲みに来ないか
4. フィクション
5. 桜夜風
6. 水色のスカート
7. かけら ほのか
8. 雨待ち風
9. 目が覚めて
10. さみしくとも明日を待つ
11. きみがいいなら
12. 冬の口笛
13. view
14. キレイだ
15. ふれて未来を
16. 全力少年
17. ドキュメント映像

## プロモーション
- 対象のショップでの購入者にはCDショップ先着購入特典がプレゼントされた[1]。
- 購入する対象店舗にプレゼントの内容は異なる[1]。

| 対象店舗     | 特典内容                             |
| ------------ | ------------------------------------ |
| Amazon.co.jp | 各ライブ写真を使ったビジュアルシート |
| 楽天ブックス | クリアファイル（4作品共通）          |